# 林地水苏
林地水苏（学名：Stachys sylvatica）为唇形科水苏属下的一个种。
林地水苏是一种多年生草本植物，植株高度可达80厘米。它生活在北半球的温带地区，7月和8月盛开。花为紫色。叶子压碎或碰伤时发出难闻的气味。

## 扩展阅读
- 維基物種上的相關：林地水苏